# Império da Tijuca
Grêmio Recreativo Escola de Samba Educativa Império da Tijuca (ou simplesmente Império da Tijuca) é uma escola de samba brasileira da cidade do Rio de Janeiro. A escola traz, acrescido ao nome, o termo "educativa", porque a preocupação principal, no momento de sua fundação, foi com a educação.
A Império da Tijuca foi a primeira escola de samba a usar em seu nome o termo "Império", razão pela qual tem uma coroa, símbolo da nobreza, em sua bandeira, bem como ramos de fumo e café que traduziam as riquezas do Brasil na época. Entre os nomes mais famosos da escola, estão Synval Silva (um dos compositores prediletos de Carmen Miranda) e Mário Pereira (Marinho da Muda), falecido em 1989.
Sua melhor colocação foi um quarto lugar, conquistado em seu desfile de estreia, em 1946.

## História
A escola foi fundada em 1940, no Morro da Formiga, localizado no bairro da Tijuca, a partir da fusão entre as antigas escolas Recreio da Mocidade e Estrela da Tijuca. Entre os seus fundadores estão Joaquim Augusto de Oliveira (Quincas), Agripino de Souza, Rodolfo Augusto de Oliveira, Celestina Pinto Rabaça, Fernando Matos, Jorge Domingos da Silva, João Escrevente, Mario Pereira, Manoel Queiroz, Aylton dos Santos, Emílio Marcatte, Manuel Pinto, entre outros.
Desde o início, a agremiação efetivou experiências comunitárias na sua comunidade. Havia uma escola de alfabetização para crianças, a "Tropa José do Patrocínio" (grupo de escoteiros do morro), que atuou anos na comunidade.
Durante a década de 1980, a escola esteve cinco vezes no grupo principal. Dessas, quatro foram consecutivas - de 1984 a 1987. Depois, conseguiu somente participar novamente do Grupo Especial em 1996, com o enredo "O Reino Unido Independente do Nordeste", de Miguel Falabella. Desde então teve problemas financeiros até 2005, quando o presidente Antônio Marcos Telles, mais conhecido como Tê, assumiu e organizou a escola, obtendo a quinta colocação no primeiro ano de seu mandato. E logo se tornou campeã do grupo B.
Em 2007 emocionou a Marquês de Sapucaí falando de São Jorge com o enredo O Intrépido Santo Guerreiro, obtendo a quinta colocação no grupo A.
Em 2008, com a proposta da prefeitura de elaborar um enredo sobre os 200 anos da chegada da Família Real Portuguesa ao Brasil, e com problemas em alegorias e fantasias, que foram prejudicadas pela chuva, o Império da Tijuca termina a apuração na sétima colocação.
No ano seguinte, a escola da Formiga repatriou a modelo Nana Gouvêa como madrinha de bateria, e trouxe como intérprete Pixulé. Reeditou o enredo O mundo de barro de Mestre Vitalino, do carnaval de 1977. A escola conseguiu a 7º colocação com 236,3 pontos, permanecendo no Grupo de Acesso em 2010.
Para 2010 a escola do Morro da Formiga troxe como enredo "Suprema Jinga - Senhora do trono Brazngola" o carnavalesco Jack Vasconcelos que estava na União da Ilha. Com um desfile sem muitas falhas rendeu um expressivo 5º lugar. Para 2011 mostrou um enredo sobre os carnavais em outras partes do mundo. do carnavalesco Severo Luzardo. fazendo um desfile surpreendente e terminando na 6º colocação. para 2012, a escola continua com o mesmo carnavalesco, tendo um enredo sobre utopias.
Em 2013, após Severo Luzardo, sair devido a outros compromissos. a escola da Formiga resolveu apostar no carnavalesco Júnior Pernambucano, homônio do jogador de futebol de mesmo nome. que é uma das grandes revelações do Carnaval de Três Rios onde foi campeão pela Bom das Bocas, com um desfile tecnicamente perfeito e arrebatador que encantou o público e, com um samba muito forte, conquistou Estandarte de Ouro. Com dois refrões de levantar a Sapucaí, a Império da Tijuca conquistou o público, os jurados, a crítica pelo bom enredo desenvolvido na Passarela do Samba e o título da Série A, ganhando o direito de desfilar entre as grandes, junto com suas co-irmãs Acadêmicos do Salgueiro e Unidos da Tijuca, fazendo com que o bairro da tijuca tenha o maior número de Agremiações na elite do Carnaval carioca. além de ter dois mestres de bateria, com mestre Capoeira se juntando a Claudinho Cardoso.
No seu retorno ao Especial,onde não esteve desde 1996,  a escola optou pela manutenção da equipe vencedora do ano anterior, exceção feita as direções de carnaval e harmonia, o enredo escolhido para o ano de 2014 foi "Batuk", em que exaltava a criação de todos os tipo de batucadas e instrumentos de percussão. Apesar do samba-enredo muito bem avaliado por especialistas e um belo desfile, a agremiação teve um problema com a comissão de frente na qual entrou sem um dos elementos alegóricos para a coreografia de nota para os jurados perdendo pontos em enredo e comissão de frente pois os elementos alegóricos estavam inseridos no livro de enredo apresentado pela escola onde ao invés de três, seriam quatro, um para cada elemento (ar,fogo,água e terra). A escola contagiou toda a Marques de Sapucaí causando uma boa impressão da recém chegada na qual teve o papel de abrir a primeira noite de desfiles. No entanto, terminou em 12º lugar e voltou a desfilar na Série A em 2015. O resultado gerou muita revolta não somente na comunidade do Morro da Formiga como também no mundo do samba em geral pois grandes agremiações assistiram o desfile e aplaudiram o belo espetáculo que assistiram e pediram uma assembleia à LIESA para que houvesse uma reciclagem dos julgadores e revisão nos seus métodos de julgamento.[carece de fontes?]
Em 2015, a escola permaneceu com seu estilo afro e mantendo boa parte da equipe do ano anterior, sendo que a escola trouxe Quinho para se juntar com Pixulé, no comando do carro de som. No entanto, apesar de um bom desfile, terminou na 6° colocação.
Para o carnaval de 2016 a escola dispensou o intérprete Pixule, que estava desde 2009 na escola, para seu lugar entrou Rogerinho, que passou por Portela e Renascer de Jacarepaguá. Apresentou um desfile abaixo do esperado ficando apenas em 7° lugar.
Em 2017, a escola apostou em um enredo Bíblico porém não empolgou os jurados. A escola passou compacta e sem muito entusiasmo. Perdendo pontos preciosos para um possível retorno ao Grupo Especial,a escola termina a apuração em 7° lugar.
Em 2018, a Império da Tijuca contou com os carnavalescos Jorge Caribé e Sandro Gomes  para contar um enredo Afro “Olubajé,um banquete para o Rei” sendo a terceira escola a desfilar,levou 1.600 componentes nas cores da escola além de muita Palha da Costa e tons amarronzados em quase todas as alegorias. O desfile rendeu à escola do Morro da Formiga seu terceiro 7° lugar consecutivo,repetindo a mesma pontuação exata dos dois anos passados.
Para 2019, a escola renovou com Jorge Caribé que desenvolveu o enredo "Império do Café, o Vale da Esperança", que contou a história do Café sob a visão da Corte Imperial e a construção do atual Vale do Café no Brasil. Esperando obter melhores resultados, a escola investiu em segmentos como em comissão de frente e fantasias além de melhorar sua comissão de harmonia e evolução, quesitos nos quais a escola tem perdido pontos nos últimos anos. Com um elogiável desfile, o Império da Tijuca obteve o 4° lugar, seu melhor resultado desde o título em 2013.
Na preparação para o desfile de 2020, a escola perdeu o carnavalesco Jorge Caribé, que anunciou sua saída após o desfile de 2019 e anunciou o enredo proposto pela direção da escola que e uma homenagem a Evandro dos Santos, chamado de ”Homem Livro” ou “Carteiro Literário“, e o tema "Quimeras de um eterno aprendiz". Inicialmente foi contratado o carnavalesco Marcus Ferreira, que em pouco tempo aceitou a proposta da Viradouro e assinando seu primeiro desfile no Grupo Especial e na sequência, a escola buscou o jovem Guilherme Estevão, então carnavalesco da Independentes de Olaria.

## Segmentos

### Presidentes
| Nome                        | Mandato         | Ref.                        |
| --------------------------- | --------------- | --------------------------- |
| Fernando Sérgio de Oliveira | 1998-2000       | [ 14 ]                      |
| Antônio Marcos Teles (Tê)   | 2004-2024       | [ 15 ] [ 16 ] [ 14 ] [ 17 ] |
| Paulo Roberto (interino)    | 2024-2025       | [ 18 ]                      |
| Thiago Carvalho             | 2025-atualidade |                             |

### Intérpretes
| Carnavais     | Intérprete oficial           | Ref.          |
| ------------- | ---------------------------- | ------------- |
| 1968 – 1971   | Marinho da Muda              | [ 19 ]        |
| 1972          | Wilmar Costa                 |               |
| 1973–1974     | Mauro Affonso                |               |
| 1975          | Wilmar Costa                 |               |
| 1976          | Marinho da Muda              | [ 19 ]        |
| 1977–1978     | Adilson da Viola             |               |
| 1979–1980     | Marinho da Muda              | [ 19 ]        |
| 1981–1984     | Almir Saint-Clair            | [ 20 ]        |
| 1985          | Alcir de Paula               |               |
| 1986–1987     | Pedrinho da Flor             | [ 21 ]        |
| 1988–1989     | Hamilton Vidal               |               |
| 1990          | Quinzinho                    |               |
| 1991          | Hamilton Vidal               |               |
| 1992          | Celino Dias                  | [ 22 ]        |
| 1993–1996     | Edson Bombeiro               |               |
| 1997          | Hamilton Vidal               |               |
| 1998          | Paulinho Mocidade            | [ 23 ]        |
| 1999          | Jackson Nogueira e Djalminha |               |
| 2000          | Celino Dias                  | [ 22 ]        |
| 2001          | Serginho do Porto            | [ 24 ]        |
| 2002–2003     | Jackson Nogueira             |               |
| 2004          | Anderson Kybba               |               |
| 2005–2008     | Douglas Silva                |               |
| 2009–2014     | Pixulé                       | [ 25 ]        |
| 2015          | Pixulé e Quinho              | [ 26 ]        |
| 2016          | Rogerinho                    | [ 27 ]        |
| 2017          | Rogerinho e Daniel Silva     | [ 27 ] [ 28 ] |
| 2018–2024     | Daniel Silva                 | [ 17 ]        |
| 2025          | Rafael Tinguinha             |               |
| 2026-presente | Juan Briggs                  |               |

### Diretores
| Período   | Diretor de Carnaval                          | Diretor geral de harmonia                    | Mestre de bateria        | Ref.                 |
| --------- | -------------------------------------------- | -------------------------------------------- | ------------------------ | -------------------- |
| 2013      | Thiago Monteiro                              | Thiago Alemão                                | Capoeira                 | [ 16 ]               |
| 2014      | Comissão de Carnaval                         | Luiz Carlos Amâncio                          | Capoeira                 | [ 29 ]               |
| 2015-2016 | Andrezinho, Luan Teles e Júnior Pernambucano | Ailton Freitas                               | Capoeira                 | [ 26 ] [ 30 ]        |
| 2019      | Luan Teles                                   | João Vieira                                  | Jordan, Júlio e Paulinho | [ 31 ] [ 32 ] [ 33 ] |
| 2020      | Luan Teles, Aylton Wintrich, André Isídio    | Renato Kort, Robson Tipaia e Alexandre Rouge | Jordan Pereira           | [ 17 ]               |

### Coreógrafos
| Período   | Nome             | Ref.          |
| --------- | ---------------- | ------------- |
| 2005      | Carlos Borges    |               |
| 2006      | Renata Monier    |               |
| 2007      | Renata Monier    |               |
| 2008      | Del              |               |
| 2009      | Cláudia Ribeiro  |               |
| 2010      | Júnior Scapin    |               |
| 2011      | Alice Arja       |               |
| 2012-2014 | Júnior Scapin    | [ 16 ]        |
| 2015-2017 | Raphaela Machado | [ 34 ] [ 34 ] |
| 2018-2019 | Júnior Scapin    |               |
| 2020-2022 | Lucas Maciel     | [ 17 ]        |
| 2023      | Jardel Lemos     |               |

### Casal de Mestre-sala e Porta-bandeira
| Período       | Nome                                | Ref.                 |
| ------------- | ----------------------------------- | -------------------- |
| 2005-2006     | Washington Chagas e Débora Cristina |                      |
| 2007-2008     | Washington Chagas e Jaçanã Ribeiro  |                      |
| 2009-2010     | Mosquito e Jaçanã Ribeiro           |                      |
| 2012-2015     | Peixinho e Jaçanã Ribeiro           | [ 16 ] [ 26 ] [ 35 ] |
| 2016-2017     | Luiz Augusto e Gleice Simpatia      | [ 36 ]               |
| 2018          | Jeferson Souza e Gleice Simpatia    |                      |
| 2019          | Renan Oliveira e Gleice Simpatia    |                      |
| 2020-2024     | Renan Oliveira e Laís Lúcia         | [ 17 ]               |
| 2025          | Maycon Ferreira e Lorenna Brito     |                      |
| 2026-presente | Mosquito e Jaçanã Ribeiro           |                      |

### Corte de Bateria
| Período     | Rainha de Bateria | Madrinha de Bateria | Ref                  |
| ----------- | ----------------- | ------------------- | -------------------- |
| 1996        | Ana Paula Pereira |                     | [ 37 ] [ 38 ]        |
| 1997        | Viviane Araújo    |                     |                      |
| 2004        | Juliana Alves     |                     |                      |
| 2005 - 2006 | Laynara Telles    |                     | [ 16 ] [ 39 ]        |
| 2007        | Laynara Telles    | Nana Gouvêa         | [ 16 ] [ 39 ]        |
| 2008        | Laynara Telles    | Vânia Love          | [ 16 ] [ 39 ] [ 40 ] |
| 2009        | Laynara Telles    | Nana Gouvêa         | [ 16 ] [ 39 ] [ 41 ] |
| 2010        | Laynara Telles    | Jéssica Arruda      | [ 42 ]               |
| 2011 - 2012 | Laynara Telles    |                     | [ 16 ] [ 39 ]        |
| 2013        | Laynara Telles    | Vanessa Bilate      | [ 43 ]               |
| 2014-2020   | Laynara Telles    |                     | [ 16 ] [ 26 ] [ 39 ] |

## Carnavais
| Carnavais do Império da Tijuca                                                                                         | Carnavais do Império da Tijuca                                                                                         | Carnavais do Império da Tijuca                                                                                         | Carnavais do Império da Tijuca | Carnavais do Império da Tijuca                                                                                         | Carnavais do Império da Tijuca         |
| Ano | Colocação | Divisão | Enredo | Carnavalesco | Ref.                                   |
| --- | --- | --- | --- | --- | -------------------------------------- |
| 1946 | 4.º Lugar | Desfile Oficial | "Aos heróis do Monte Castelo" | | [ 44 ]                                 |
| 1947 | A escola não desfilou                                                                                                  | A escola não desfilou                                                                                                  | A escola não desfilou | A escola não desfilou                                                                                                  |                                        |
| 1948 | 7.º Lugar | Desfile Oficial | "Brasil Império e Brasil República" | | [ 44 ]                                 |
| 1949 | 7.º Lugar | UGESB | (Enredo não disponível) | | [ 44 ]                                 |
| 1950 | 5.º Lugar | FBES | "Primeiro governador do Brasil" | | [ 44 ]                                 |
| 1951 | 6.º Lugar | FBES | "D. João VI" | | [ 44 ]                                 |
| 1952 | Não foi julgada | Grupo 1 | "Maravilhas brasileiras" | | [ 44 ]                                 |
| 1953 | Não foi julgada | Grupo 1 | "Primeira cultura do café no Brasil" | Ismael, Doca e Mimosa                                                                                                  | [ 44 ]                                 |
| 1954 | 16.º Lugar | Grupo 1 | "Como o samba nasceu" | Boca e Pequenino | [ 45 ] [ 46 ] [ 47 ]                   |
| 1955 | 17.º Lugar (Rebaixada)                                                                                                 | Grupo 1 | "Danças do negro" | João Escrevente | [ 45 ] [ 48 ] [ 49 ]                   |
| 1956 | 7.º Lugar | Grupo 2 | "Símbolos de nossa pátria" | Mário Pereira e Lilinho                                                                                                | [ 45 ] [ 50 ] [ 51 ]                   |
| 1957 | 14.º Lugar | Grupo 2 | "Festa do samba" | Cláudio dos Santos | [ 45 ] [ 52 ] [ 53 ]                   |
| 1958 | 11.º Lugar | Grupo 2 | "Amores de D. Pedro I" | Jorge Melodia, Cláudio dos Santos e Pequenino                                                                          | [ 45 ] [ 54 ] [ 55 ]                   |
| 1959 | 3.º Lugar | Grupo 2 | "Homenagem aos bombeiros" | Henrique Cândido, Ulisses Burlamaque e Pequenino                                                                       | [ 45 ] [ 56 ] [ 57 ]                   |
| 1960 | 6.º Lugar | Grupo 2 | "Brasil universitário" | Cláudio dos Santos e Jorge Melodia                                                                                     | [ 45 ] [ 58 ] [ 59 ]                   |
| 1961 | 10.º Lugar | Grupo 2 | "Brasil em três épocas" | Nelson Fonseca, Jorge Melodia e Pequenino                                                                              | [ 45 ] [ 60 ] [ 61 ]                   |
| 1962 | 3.º Lugar | Grupo 2 | "Rapsódia brasileira" | Jorge Melodia, Gugu e Nelson da Adelina                                                                                | [ 45 ] [ 62 ] [ 63 ]                   |
| 1963 | 6.º Lugar | Grupo 2 | "Reminiscências da música popular brasileira" | Jorge Melodia e Pequenino                                                                                              | [ 45 ] [ 64 ] [ 65 ]                   |
| 1964 | Campeã | Grupo 2 | "O esplendor do Rio de Janeiro imperial" | Jorge Melodia e Gugu                                                                                                   | [ 45 ] [ 64 ] [ 65 ]                   |
| 1965 | 8.º Lugar | Grupo 1 | "Apoteose do Rio de Janeiro" | Jorge Melodia, Gerson e Pequenino                                                                                      | [ 45 ] [ 66 ] [ 67 ]                   |
| 1966 | Hors concours | Grupo 1 | "A História do Teatro Nacional" | Mauro Afonso | [ 45 ] [ 68 ] [ 69 ]                   |
| 1967 | 8.º Lugar | Grupo 1 | "O reino encantado de Vicente Guimarães" | Nelson Fonseca e Pequenino                                                                                             | [ 45 ] [ 70 ] [ 71 ]                   |
| 1968 | 10.º Lugar (Rebaixada)                                                                                                 | Grupo 1 | "Exaltação a Cândido Portinari" | Gaúcho e Arnaldo Pederneira                                                                                            | [ 45 ] [ 72 ] [ 73 ]                   |
| 1969 | Não foi Julgada | Grupo 2 | "O negro na civilização brasileira" | Arnaldo Pederneira e Jorge Melodia                                                                                     | [ 45 ] [ 74 ] [ 75 ]                   |
| 1970 | Campeã | Grupo 2 | "Segredos e encantos da Bahia" | Jorge Melodia e Chicão                                                                                                 | [ 45 ] [ 76 ] [ 77 ]                   |
| 1971 | 8.º Lugar | Grupo 1 | "Misticismos da África ao Brasil" | Jorge Melodia e Chicão                                                                                                 | [ 45 ] [ 78 ] [ 79 ]                   |
| 1972 | 10.º Lugar (Rebaixada)                                                                                                 | Grupo 1 | "O samba do morro à sociedade" | Arnaldo Pederneira e Mário Barcelos                                                                                    | [ 45 ] [ 80 ] [ 81 ]                   |
| 1973 | 4.º Lugar | Grupo 2 | "Brasil explosão do progresso" | Luiz Tuminelli e Maria Helena Farelli                                                                                  | [ 45 ] [ 82 ] [ 83 ]                   |
| 1974 | 3.º Lugar | Grupo 2 | "Minas de prata" | Luiz Tuminelli e Maria Helena Farelli                                                                                  | [ 45 ] [ 84 ] [ 85 ]                   |
| 1975 | 3.º Lugar | Grupo 2 | "Muiraquitã, o amuleto do amor" | Luiz Tuminelli e Maria Helena Farelli                                                                                  | [ 45 ] [ 86 ] [ 87 ]                   |
| 1976 | Campeã | Grupo 2 | "Guerreiros das Alagoas" | Joãosinho Trinta | [ 45 ] [ 88 ] [ 89 ]                   |
| 1977 | 11.º Lugar (Rebaixada)                                                                                                 | Grupo 1 | "O mundo de barro de mestre Vitalino" Compositores: Adilson da Viola, Chipollechi, Biel Reza Forte | Mário Barcelos | [ 45 ] [ 90 ] [ 91 ]                   |
| 1978 | 11.º Lugar (Rebaixada)                                                                                                 | Grupo 2 | "Calendário do Rio" | Mário Barcelos | [ 45 ] [ 92 ] [ 93 ]                   |
| 1979 | Campeã | Grupo 2A | "As três mulheres do Rei" | Mário Barcelos | [ 45 ] [ 94 ] [ 95 ]                   |
| 1980 | 4.º Lugar | Grupo 1B | "De sacristão a Barão do Ouro" | Mário Barcelos | [ 45 ] [ 96 ] [ 97 ]                   |
| 1981 | Vice-campeã (Acesso)                                                                                                   | Grupo 1B | "Cataratas do Iguaçu" | Mário Barcelos | [ 45 ] [ 98 ] [ 99 ]                   |
| 1982 | 11.º Lugar (Rebaixada)                                                                                                 | Grupo 1A | "Iara, ouro e pinhão na terra da gralha azul" | Orlando Pereira | [ 45 ] [ 100 ] [ 101 ]                 |
| 1983 | Vice-campeã (Acesso)                                                                                                   | Grupo 1B | "Santos e pecados" | Gil Ricon | [ 45 ] [ 102 ] [ 103 ]                 |
| 1984 | 6.º Lugar | Grupo 1A | "9215" | Felipe Garcez, Darcy Giorno e Gil Ricon                                                                                | [ 45 ] [ 104 ] [ 105 ]                 |
| 1985 | 11.º Lugar | Grupo 1A | "Se a lua contasse - Homenagem a Custódio Mesquita" | Ney Ayan, Darcy Giorno e Osmar Frazão                                                                                  | [ 45 ] [ 106 ] [ 107 ]                 |
| 1986 | 12.º Lugar | Grupo 1A | "Tijuca, cantos, recantos e encantos" Compositores: Pedrinho da Flor, Baster, Belandi e Marinho da Muda | José Félix | [ 45 ] [ 108 ] [ 109 ]                 |
| 1987 | 12.º Lugar (Rebaixada)                                                                                                 | Grupo 1 | "Viva o povo brasileiro" | José Félix | [ 45 ] [ 110 ] [ 111 ]                 |
| 1988 | 4.º Lugar | Grupo 2 | "Nosso Sinhô, rei do samba" | José Félix e Darcy Giorno                                                                                              | [ 45 ] [ 112 ] [ 113 ]                 |
| 1989 | 7.º Lugar (Rebaixada)                                                                                                  | Grupo 2 | "Rio, samba e carnaval" | José Eugênio e Darcy Giorno                                                                                            | [ 45 ] [ 114 ] [ 115 ]                 |
| 1990 | Vice-campeã (Acesso)                                                                                                   | Grupo B (terceira divisão)                                                                                             | "Na terra do pau-brasil, só mico dourado deu" | Chico Aguiar e Cláudio Souza                                                                                           | [ 45 ] [ 116 ] [ 117 ]                 |
| 1991 | 8.º Lugar | Grupo A (segunda divisão)                                                                                              | "Canaã, a terra prometida Brasil" | Jurandir Oliveira | [ 45 ] [ 118 ] [ 119 ]                 |
| 1992 | 10.º Lugar | Grupo A (segunda divisão)                                                                                              | "Mistério chamado Brasil" | Jorge Luiz Vilela | [ 45 ] [ 120 ] [ 121 ]                 |
| 1993 | 8.º Lugar | Grupo A (segunda divisão)                                                                                              | "Vitis Vinífera, o Império é uma uva" | Miguel Falabella | [ 45 ] [ 122 ] [ 123 ]                 |
| 1994 | 4.º Lugar | Grupo A (segunda divisão)                                                                                              | "Nelson Rodrigues, um beijo na Sapucaí" | Miguel Falabella | [ 45 ] [ 124 ] [ 125 ]                 |
| 1995 | Vice-campeã | Grupo A (segunda divisão)                                                                                              | "No sassarico da Colombo" | Miguel Falabella | [ 45 ] [ 126 ] [ 127 ]                 |
| 1996 | 17.º Lugar (Rebaixada)                                                                                                 | Grupo Especial (primeira divisão)                                                                                      | "O Reino Unido Independente do Nordeste" | Miguel Falabella e Natan Silva                                                                                         | [ 45 ] [ 128 ] [ 129 ]                 |
| 1997 | 4.º Lugar | Grupo A (segunda divisão)                                                                                              | "A coroa do perdão na terra de Oyó" | Eduardo Silva | [ 45 ] [ 130 ] [ 131 ]                 |
| 1998 | 5.º Lugar | Grupo A (segunda divisão)                                                                                              | "Elymar superpopular" | Eduardo Silva | [ 45 ] [ 132 ] [ 133 ]                 |
| 1999 | 9.º Lugar | Grupo A (segunda divisão)                                                                                              | "No palco da alegria, Molejão é rei nesta folia" | Eduardo Silva | [ 45 ] [ 134 ] [ 135 ]                 |
| 2000 | 7.º Lugar | Grupo A (segunda divisão)                                                                                              | "O ouro vermelho de Paty do Alferes" | Eduardo Silva | [ 45 ] [ 136 ] [ 137 ]                 |
| 2001 | 9.º Lugar | Grupo A (segunda divisão)                                                                                              | "Macaé, a princesinha do Atlântico" | Eduardo Silva | [ 45 ] [ 138 ] [ 139 ]                 |
| 2002 | 12.º Lugar (Rebaixada)                                                                                                 | Grupo A (segunda divisão)                                                                                              | "Vossa excelência: feijão com arroz" | Guilherme Alexandre | [ 45 ] [ 140 ] [ 141 ]                 |
| 2003 | 9.º Lugar | Grupo B (terceira divisão)                                                                                             | "A magia imperial põe a mão na massa e encanta a massa na Sapucaí" | Marco Aramha e Marcyo de Olliveira                                                                                     | [ 45 ] [ 142 ] [ 143 ]                 |
| 2004 | 3.º Lugar | Grupo B (terceira divisão)                                                                                             | "A Império da Tijuca é doce, mas não é mole não!" | Jack Vasconcelos | [ 45 ] [ 144 ] [ 145 ]                 |
| 2005 | 7.º Lugar | Grupo B (terceira divisão)                                                                                             | "Sargentelli, um carioca do Brasil. É samba, é alegria, é mulata nota mil" | Sandro Gomes | [ 45 ] [ 146 ] [ 147 ]                 |
| 2006 | Campeã | Grupo B (terceira divisão)                                                                                             | "Tijuca, cantos, recantos e encantos" (Reedição do enredo de 1986) | Sandro Gomes | [ 45 ] [ 148 ] [ 149 ]                 |
| 2007 | 5.º Lugar | Grupo A (segunda divisão)                                                                                              | "O Intrépido Santo Guerreiro" Compositor: Bola | Sandro Gomes | [ 45 ] [ 150 ] [ 151 ]                 |
| 2008 | 7.º Lugar | Grupo A (segunda divisão)                                                                                              | "Duzentos anos da Corte Real nos Jardins da Família Imperial" Compositores: Guilherme Sá, Jota, Pingo, Alípio Carmo e Professor Peixoto | Sandro Gomes | [ 4 ] [ 45 ] [ 152 ] [ 153 ]           |
| 2009 | 8.º Lugar | Grupo A (segunda divisão)                                                                                              | "O mundo de barro de Mestre Vitalino" (Reedição do enredo de 1977) | Fábio Santos | [ 5 ] [ 45 ] [ 154 ] [ 155 ]           |
| 2010 | 5.º Lugar | Grupo A (segunda divisão)                                                                                              | "Suprema Jinga - Senhora do trono Brazngola" Compositores: Márcio André, Djalma Falcão, Ito Melodia, Grassano e Jota Karlos | Jack Vasconcelos | [ 45 ] [ 156 ] [ 157 ]                 |
| 2011 | 7.º Lugar | Grupo A (segunda divisão)                                                                                              | "O mundo em carnaval - Um olhar sobre a cultura dos povos" Compositores: Henrique Badá, Fernandão, Marquinho Marino, Lequinho, Serginho Machado e Leco da ALERJ. | Severo Luzardo | [ 6 ] [ 45 ] [ 158 ] [ 159 ]           |
| 2012 | 3.º Lugar | Grupo A (segunda divisão)                                                                                              | "Utopias - Viagens aos confins da imaginação" Compositores: Cabral Gadioli, Fernandão, Henrique Badá e Jacy Inspiração | Severo Luzardo | [ 7 ] [ 45 ] [ 160 ] [ 161 ] [ 162 ]   |
| 2013 | Campeã | Série A (segunda divisão)                                                                                              | "Negra, pérola mulher" Compositores: Alexandre Moreira, Araújo, Samir Trindade, Serginho Aguiar e Tião Pinheiro | Júnior Pernambucano | [ 45 ] [ 163 ] [ 164 ] [ 165 ]         |
| 2014 | 12.º Lugar (Rebaixada)                                                                                                 | Grupo Especial (primeira divisão)                                                                                      | "Batuk" Compositores: Alexandre Alegria, Karine Santos, Marcão, Márcio André, Rono Maia e Vaguinho | Júnior Pernambucano | [ 45 ] [ 166 ] [ 167 ] [ 168 ] [ 169 ] |
| 2015 | 6.º Lugar | Série A (segunda divisão)                                                                                              | "O Império nas águas doces de Oxum" Compositores: Alexandre Alegria, Bola, Dudu, Gallo e Marcão Meu Rei | Júnior Pernambucano | [ 26 ] [ 170 ] [ 171 ] [ 172 ]         |
| 2016 | 7.º Lugar | Série A (segunda divisão)                                                                                              | "O tempo ruge, a Sapucaí é grande e o Império aplaude o Felomenal" Compositores: Jussara Pereira, Dalton, Luiza Fontella, Adriana Vieira e Lid | Júnior Pernambucano | [ 173 ]                                |
| 2017 | 7.º Lugar | Série A (segunda divisão)                                                                                              | "O último dos profetas" Compositores: Gilmar L. Silva, Michel do Alto, Serginho Roco, Ferreti, Ismael David e Washington Motta | Júnior Pernambucano |                                        |
| 2018 | 7.º Lugar | Série A (segunda divisão)                                                                                              | "Olubajé - um banquete para o Rei" Compositores: Samir Trindade, Marcio André, Elson ramires, Paulo Lopita 77 e Núia | Jorge Caribé e Sandro Gomes                                                                                            | [ 174 ]                                |
| 2019 | 4.º Lugar | Série A (segunda divisão)                                                                                              | "Império do Café, o Vale da Esperança" Compositores: Braguinha, Diego Nicolau, Fabio-Gigi, James Bernardes, Jota, Pixulé, Tem Tem Jr e Tinga | Jorge Caribé | [ 175 ]                                |
| 2020 | 6.º Lugar | Série A (segunda divisão)                                                                                              | "Quimeras de um eterno aprendiz" Compositores: Braguinha, Diego Nicolau, Jota, Pixulé e Tinga | Guilherme Estevão | [ 17 ] [ 176 ]                         |
| Inicialmente adiados para o mês de julho, os desfiles do Carnaval 2021 foram cancelados devido a pandemia de Covid-19. | Inicialmente adiados para o mês de julho, os desfiles do Carnaval 2021 foram cancelados devido a pandemia de Covid-19. | Inicialmente adiados para o mês de julho, os desfiles do Carnaval 2021 foram cancelados devido a pandemia de Covid-19. | Inicialmente adiados para o mês de julho, os desfiles do Carnaval 2021 foram cancelados devido a pandemia de Covid-19. | Inicialmente adiados para o mês de julho, os desfiles do Carnaval 2021 foram cancelados devido a pandemia de Covid-19. | [ 177 ]                                |
| 2022 | 9.º Lugar | Série Ouro (segunda divisão)                                                                                           | "Samba de Quilombo - A resistência pela raiz" Compositores: Paulinho Bandolim, Guilherme Sá e Edgar Filho | Guilherme Estevão | [ 178 ]                                |
| 2023 | 4.º Lugar | Série Ouro (segunda divisão)                                                                                           | Cores do Axé Compositores: Samir Trindade, Ricardo Simpatia, Bachini, Julio Pagé, Wagner Zanco, Osmar Fernandes e Almeida Sambista | Júnior Pernambucano e Ricardo Hessez                                                                                   | [ 179 ]                                |
| 2024 | 15.º Lugar (Rebaixada)                                                                                                 | Série Ouro (segunda divisão)                                                                                           | Sou Lia de Itamaracá cirandando a vida na beira do mar Compositores: Eduardo Katata, JC Couto, Henrique Badá, Ferreti da Ponte, Sérgio Gil, Gilsinho Oliveira, Gabriel Machado Charuto, Gabriel Cascardo e Gavião                                                                             | Júnior Pernambucano | [ 180 ]                                |
| 2025 | 10.º Lugar | Série Prata (terceira divisão)                                                                                         | Ebó: Oferendas para os Deuses Compositores: Vitor Barros, Gigi da Estiva, Jefferson Oliveira, Victor Mendes, Leandro Canavarro, Gabriel Sorriso, Rodrigo Carvalho, Vando Cardoso, Bola, Márcio André, Rodrigo Tinoco, Léo Rodrigues, Marquinho Gordão, André Aleixo, Barreirinha e Cabelinho. | Wagner Gonçalves | [ 181 ] [ 182 ]                        |
| 2026 | | Série Prata (terceira divisão)                                                                                         | O Intrépido Santo Guerreiro (Reedição do enredo de 2007) (Samba-enredo composto por Bola) | Jorge Knnawer |                                        |

## Títulos
| Títulos da Império da Tijuca | Títulos da Império da Tijuca | Títulos da Império da Tijuca | Títulos da Império da Tijuca | Títulos da Império da Tijuca |
| ---------------------------- | ---------------------------- | ---------------------------- | ---------------------------- | ---------------------------- |
| Divisão                      | Divisão                      | Títulos                      | Carnavais                    | Referências                  |
|                              | Segunda Divisão              | 4                            | 1964, 1970, 1976, 2013       | [ 183 ]                      |
|                              | Terceira Divisão             | 2                            | 1979, 2006                   | [ 184 ] [ 185 ]              |

## Premiações

### Estandarte de Ouro
| Estandartes de Ouro do GRESE Império da Tijuca | Estandartes de Ouro do GRESE Império da Tijuca | Estandartes de Ouro do GRESE Império da Tijuca | Estandartes de Ouro do GRESE Império da Tijuca |
| Categoria                                      | Total                                          | Ano                                            | Referência                                     |
| ---------------------------------------------- | ---------------------------------------------- | ---------------------------------------------- | ---------------------------------------------- |
| Escola (Grupo 2)                               | 2                                              | 2007, 2011                                     | [ 186 ]                                        |
| Samba-enredo (Grupo 2) (Atual Série A)         | 3                                              | 2007, 2010, 2013                               | [ 187 ]                                        |
| Enredo                                         | 1                                              | 1977                                           | [ 188 ]                                        |
| Ala de crianças (Categoria extinta em 1994)    | 1                                              | 1987                                           | [ 189 ]                                        |

### Outros prêmios
Outros prêmios recebidos pelo GRESE Império da Tijuca.
| Ano  | Prêmio               | Categoria / premiados | Divisão  | Ref.            |
| ---- | -------------------- | --- | -------- | --------------- |
| 1999 | S@mba-Net            | Melhor comunicação com o público | Grupo A  | [ 190 ]         |
| 1999 | S@mba-Net            | Casal de Mestre-sala e Porta-bandeira (Murilo e Poly)                                                                                        | Grupo A  | [ 190 ]         |
| 1999 | S@mba-Net            | Passista feminino (Flávia Cirino) | Grupo A  | [ 190 ]         |
| 2000 | S@mba-Net            | Passista feminino (Joyce) | Grupo A  | [ 191 ]         |
| 2001 | S@mba-Net            | Comissão de frente (Coreógrafo responsável: Déo)                                                                                             | Grupo A  | [ 192 ]         |
| 2001 | S@mba-Net            | Ala de passistas | Grupo A  | [ 192 ]         |
| 2002 | S@mba-Net            | Ala de passistas | Grupo A  | [ 193 ]         |
| 2004 | Troféu Jorge Lafond  | Samba-enredo ("A Império da Tijuca é doce, mas não é mole não!" - Compositores: Gatto, Noronha e Rafael Coutinho)                            | Grupo B  | [ 194 ]         |
| 2004 | Troféu Jorge Lafond  | Velha guarda | Grupo B  | [ 194 ]         |
| 2004 | S@mba-Net            | Velha guarda | Grupo B  | [ 195 ]         |
| 2005 | S@mba-Net            | Alegoria (Carro abre-alas) | Grupo B  | [ 196 ]         |
| 2005 | S@mba-Net            | Conjunto alegórico | Grupo B  | [ 196 ]         |
| 2005 | Troféu Jorge Lafond  | Velha guarda | Grupo B  | [ 197 ]         |
| 2006 | Troféu Apoteose      | Melhor escola | Grupo B  | [ 198 ]         |
| 2006 | S@mba-Net            | Melhor desfile | Grupo B  | [ 199 ]         |
| 2006 | S@mba-Net            | Ala de passistas | Grupo B  | [ 199 ]         |
| 2006 | S@mba-Net            | Alegoria (2.ª alegoria - "Floresta da Tijuca")                                                                                               | Grupo B  | [ 199 ]         |
| 2006 | S@mba-Net            | Conjunto alegórico | Grupo B  | [ 199 ]         |
| 2006 | S@mba-Net            | Conjunto de fantasias | Grupo B  | [ 199 ]         |
| 2006 | Troféu Jorge Lafond  | Melhor escola | Grupo B  | [ 200 ]         |
| 2006 | Troféu Jorge Lafond  | Porta-bandeira (Débora Cristina) | Grupo B  | [ 200 ]         |
| 2006 | Troféu Jorge Lafond  | Conjunto de alegorias | Grupo B  | [ 200 ]         |
| 2006 | Plumas & Paetês      | Carnavalesco (Sandro Gomes) | Grupo B  | [ 201 ]         |
| 2007 | S@mba-Net            | Melhor desfile | Grupo A  | [ 202 ]         |
| 2007 | S@mba-Net            | Enredo ("O Intrépido Santo Guerreiro") | Grupo A  | [ 202 ]         |
| 2007 | S@mba-Net            | Ala (""Jorges do meu Brasil") | Grupo A  | [ 202 ]         |
| 2007 | Plumas & Paetês      | Carnavalesco (Sandro Gomes) | Grupo A  | [ 203 ]         |
| 2007 | Troféu Jorge Lafond  | Carnavalesco (Sandro Gomes) | Grupo A  | [ 204 ]         |
| 2007 | Troféu Jorge Lafond  | Destaque | Grupo A  | [ 204 ]         |
| 2007 | Troféu Jorge Lafond  | Personalidade (Antonio Marcos Teles) | Grupo A  | [ 204 ]         |
| 2008 | S@mba-Net            | Ala de passistas | Grupo A  | [ 205 ]         |
| 2008 | Troféu Jorge Lafond  | Velha guarda | Grupo A  | [ 206 ]         |
| 2008 | Troféu Jorge Lafond  | Rainha de bateria | Grupo A  | [ 206 ]         |
| 2009 | Troféu Jorge Lafond  | Ala de passistas | Grupo A  | [ 207 ]         |
| 2010 | Estrela do Carnaval  | Samba-enredo ("Suprema Jinga - Senhora do trono Brazngola" - Compositores: Márcio André, Djalma Falcão, Ito Melodia, Grassano e Jota Karlos) | Grupo A  | [ 208 ]         |
| 2010 | Estrela do Carnaval  | Intérprete (Pixulé) | Grupo A  | [ 208 ]         |
| 2010 | Estrela do Carnaval  | Comissão de frente (Coreógrafo responsável: Júnior Scapin)                                                                                   | Grupo A  | [ 208 ]         |
| 2010 | S@mba-Net            | Samba-enredo ("Suprema Jinga - Senhora do trono Brazngola" - Compositores: Márcio André, Djalma Falcão, Ito Melodia, Grassano e Jota Karlos) | Grupo A  | [ 209 ]         |
| 2010 | S@mba-Net            | Intérprete (Pixulé) | Grupo A  | [ 209 ]         |
| 2010 | Troféu Jorge Lafond  | Samba-enredo ("Suprema Jinga - Senhora do trono Brazngola" - Compositores: Márcio André, Djalma Falcão, Ito Melodia, Grassano e Jota Karlos) | Grupo A  | [ 210 ]         |
| 2010 | Plumas & Paetês      | Figurinista (Jack Vasconcelos) | Grupo A  | [ 211 ]         |
| 2010 | Plumas & Paetês      | Historiador / pesquisador (Jack Vasconcelos)                                                                                                 | Grupo A  | [ 211 ]         |
| 2010 | Plumas & Paetês      | Coreógrafo (Junior Scapim) | Grupo A  | [ 211 ]         |
| 2010 | Plumas & Paetês      | Diretor de bateria (Mestre Capoeira) | Grupo A  | [ 211 ]         |
| 2011 | Troféu Jorge Lafond  | Melhor escola | Grupo A  | [ 212 ]         |
| 2011 | Troféu Jorge Lafond  | Carnavalesco (Severo Luzardo) | Grupo A  | [ 212 ]         |
| 2011 | Troféu Jorge Lafond  | Intérprete (Pixulé) | Grupo A  | [ 212 ]         |
| 2011 | Troféu Jorge Lafond  | Ala das baianas | Grupo A  | [ 212 ]         |
| 2011 | Estrela do Carnaval  | Intérprete (Pixulé) | Grupo A  | [ 208 ]         |
| 2011 | S@mba-Net            | Conjunto alegórico | Grupo A  | [ 213 ]         |
| 2011 | Plumas & Paetês      | Coreógrafa (Renata Monnier) | Grupo A  | [ 214 ]         |
| 2011 | Plumas & Paetês      | Historiador / pesquisador (Julio Cesar Faria)                                                                                                | Grupo A  | [ 214 ]         |
| 2012 | Estrela do Carnaval  | Casal de Mestre-sala e Porta-bandeira (Peixinho e Jaçanã Ribeiro)                                                                            | Grupo A  | [ 208 ]         |
| 2012 | S@mba-Net            | Casal de Mestre-sala e Porta-bandeira (Peixinho e Jaçanã Ribeiro)                                                                            | Grupo A  | [ 215 ]         |
| 2012 | Troféu Jorge Lafond  | Mestre-sala (Peixinho) | Grupo A  | [ 216 ]         |
| 2012 | Troféu Jorge Lafond  | Carnavalesco (Severo Luzardo) | Grupo A  | [ 216 ]         |
| 2012 | Troféu Jorge Lafond  | Ala de passistas | Grupo A  | [ 216 ]         |
| 2012 | Plumas & Paetês      | Figurinista (Severo Luzardo) | Grupo A  | [ 217 ]         |
| 2012 | Plumas & Paetês      | Costureira (Marli Mattos) | Grupo A  | [ 217 ]         |
| 2012 | Plumas & Paetês      | Maquiadora artística (Elaine Jansen Pereira)                                                                                                 | Grupo A  | [ 217 ]         |
| 2013 | SRZD-Carnaval        | Melhor desfile | Série A  | [ 218 ]         |
| 2013 | SRZD-Carnaval        | Samba-enredo ("Negra, pérola mulher" - Compositores: Alexandre Moreira, Araújo, Samir Trindade, Serginho Aguiar e Walace Menor)              | Série A  | [ 218 ]         |
| 2013 | Estrela do Carnaval  | Melhor desfile | Série A  | [ 208 ] [ 219 ] |
| 2013 | Estrela do Carnaval  | Samba-enredo ("Negra, pérola mulher" - Compositores: Alexandre Moreira, Araújo, Samir Trindade, Serginho Aguiar e Walace Menor)              | Série A  | [ 208 ] [ 219 ] |
| 2013 | Estrela do Carnaval  | Intérprete (Pixulé) | Série A  | [ 208 ] [ 219 ] |
| 2013 | Gato de Prata        | Melhor escola | Série A  | [ 220 ]         |
| 2013 | Gato de Prata        | Samba-enredo ("Negra, pérola mulher" - Compositores: Alexandre Moreira, Araújo, Samir Trindade, Serginho Aguiar e Walace Menor)              | Série A  | [ 220 ]         |
| 2013 | Gato de Prata        | Intérprete (Pixulé) | Série A  | [ 220 ]         |
| 2013 | S@mba-Net            | Melhor escola | Série A  | [ 221 ] [ 222 ] |
| 2013 | S@mba-Net            | Samba-enredo ("Negra, pérola mulher" - Compositores: Alexandre Moreira, Araújo, Samir Trindade, Serginho Aguiar e Walace Menor)              | Série A  | [ 221 ] [ 222 ] |
| 2013 | S@mba-Net            | Intérprete (Pixulé) | Série A  | [ 221 ] [ 222 ] |
| 2013 | S@mba-Net            | Comissão de frente (Coreógrafo responsável: Júnior Scapin)                                                                                   | Série A  | [ 221 ] [ 222 ] |
| 2013 | S@mba-Net            | Revelação (Carnavalesco Júnior Pernambucano)                                                                                                 | Série A  | [ 221 ] [ 222 ] |
| 2013 | Troféu Apoteose      | Melhor escola | Série A  | [ 223 ]         |
| 2013 | Troféu Apoteose      | Samba-enredo ("Negra, pérola mulher" - Compositores: Alexandre Moreira, Araújo, Samir Trindade, Serginho Aguiar e Walace Menor)              | Série A  | [ 223 ]         |
| 2013 | Troféu Jorge Lafond  | Melhor escola | Série A  | [ 224 ]         |
| 2013 | Troféu Jorge Lafond  | Samba-enredo ("Negra, pérola mulher" - Compositores: Alexandre Moreira, Araújo, Samir Trindade, Serginho Aguiar e Walace Menor)              | Série A  | [ 224 ]         |
| 2013 | Troféu Jorge Lafond  | Revelação (Carnavalesco Júnior Pernambucano)                                                                                                 | Série A  | [ 224 ]         |
| 2013 | Troféu Jorge Lafond  | Comissão de frente (Coreógrafo responsável: Júnior Scapin)                                                                                   | Série A  | [ 224 ]         |
| 2013 | Troféu Jorge Lafond  | Ala das baianas | Série A  | [ 224 ]         |
| 2013 | Plumas & Paetês      | Carnavalesco (Júnior Pernambucano) | Série A  | [ 225 ]         |
| 2013 | Plumas & Paetês      | Compositores (Samir Trindade, Serginho Aguiar, Tião Pinheiro, F. Araújo e Alexandre Moreira)                                                 | Série A  | [ 225 ]         |
| 2013 | Plumas & Paetês      | Coreógrafo (Júnior Scapin) | Série A  | [ 225 ]         |
| 2013 | Plumas & Paetês      | Diretor de carnaval (Thiago Monteiro) | Série A  | [ 225 ]         |
| 2013 | Plumas & Paetês      | Diretor de harmonia (Thiago Alemão) | Série A  | [ 225 ]         |
| 2013 | Plumas & Paetês      | Pesquisadores (Junior Pernambucano e Diego Martins Araújo)                                                                                   | Série A  | [ 225 ]         |
| 2014 | S@mba-Net            | Desfile mais empolgante | Especial | [ 226 ] [ 227 ] |
| 2014 | Gato de Prata        | Melhor comunicação com o público | Especial | [ 228 ]         |
| 2014 | Estrela do Carnaval  | Intérprete (Pixulé) | Especial | [ 208 ]         |
| 2014 | Troféu Apoteose      | Intérprete (Pixulé) | Especial | [ 229 ]         |
| 2014 | Plumas & Paetês      | Compositores (Márcio André, Vaguinho, Marcão Meu Rei, Alexandre Alegria, Rono Maia,Karine Santos)                                            | Especial | [ 230 ]         |
| 2015 | S@mba-Net            | Destaque de luxo (Sandra Farias – “Águas Doces” e Robson Garrido - “ O Bailar das Águas” - Carro abre-alas)                                  | Série A  | [ 231 ] [ 232 ] |
| 2015 | Troféu Jorge Lafond  | Rainha de bateria (Laynara Telles) | Série A  | [ 233 ]         |
| 2015 | Plumas & Paetês      | Compositores (Márcio André, Bola, Dudu, Marcão Meu Rei, Alexandre Alegria e Gallo)                                                           | Série A  | [ 234 ]         |
| 2015 | Plumas & Paetês      | Destaque de luxo (Sandro Farias) | Série A  | [ 234 ]         |
| 2016 | Estrela do Carnaval  | Ala das baianas | Série A  | [ 235 ]         |
| 2016 | SRZD-Carnaval        | Ala das baianas | Série A  | [ 236 ]         |
| 2016 | Troféu Sambista      | Ala das baianas | Série A  | [ 237 ] [ 238 ] |
| 2016 | Troféu Sambista      | Ana Cristina Dantas (Passista) | Série A  | [ 237 ] [ 238 ] |
| 2016 | S@mba-Net            | Destaque de luxo (Elton Oliveira - “O Fiel Amor “ - 2.ª alegoria)                                                                            | Série A  | [ 239 ] [ 240 ] |
| 2016 | Gato de Prata        | Diretor de carnaval (Luan Telles) | Série A  | [ 241 ] [ 242 ] |
| 2017 | Passista Samba no Pé | Melhor Passista Masculino (Gabriel Gomes) | Série A  | [ 243 ]         |
| 2017 | Passista Samba no Pé | Melhor Passista Feminino (Pérola Coutinho)                                                                                                   | Série A  | [ 243 ]         |